# کوستاس فورتونیس
کوستاس فورتونیس (به یونانی: Κώστας Φορτούνης) (زادهٔ ۱۶ اکتبر ۱۹۹۲) بازیکن فوتبال اهل کشور یونان است.
وی برای تیم ملی یونان ۹ بازی انجام داده و ۰ گل به ثمر رسانده‌است. پست تخصصی این بازیکن نیز، هافبک است.